# Gogi Alauddin
Gogi Alauddin, né le 9 septembre 1950 à Lahore, est un joueur professionnel de squash représentant le Pakistan. Il atteint en janvier 1975 la 3e place mondiale sur le circuit international, son meilleur classement. Il est vainqueur de l'Open du Pakistan en 1972 et 1973 et finaliste du British Open (championnat du monde officieux) en 1973 et 1975.

## Biographie
Il joue au squash depuis son adolescence dans sa ville natale de Lahore avec son père comme entraîneur. Il participe à des tournois locaux jusqu'à des victoires majeures comme junior à l'Irish Open, le German Open et le British Junior Open. Plus tard, dans le cadre d'une tournée de l'équipe du Pakistan en Australie en 1973, il remporte 4 victoires sur ses 5 matchs.
Il passe ensuite professionnel et joue en Angleterre pour gagner sa vie avec le squash. Ses dépenses sont couvertes par ses participations dans une myriade de tournois, autour de 20-25 par an. Il obtient ensuite un partenariat avec Pakistan International Airlines qui lui permet de voyager gratuitement à travers le monde.
Durant ses années professionnelles, il est rival de Jonah Barrington et Geoff Hunt et quand il bat l'un, il butera souvent sur le second comme au British Open 1973 où après avoir dominé Geoff Hunt en demi-finale, il s'incline face à Jonah Barrington qui ne commet que trois fautes pendant la rencontre.
Après sa retraite sportive, il devient entraîneur au Koweït puis de l'équipe nationale du Pakistan.
Il est l'oncle de Sohail Qaiser, également joueur de squash et champion du monde par équipes en 1985.

## Palmarès

### Titres
- Open du Pakistan : 2 titres (1972, 1973)

### Finales
- British Open : 2 finales (1973, 1975)